# Guido da Suzzara

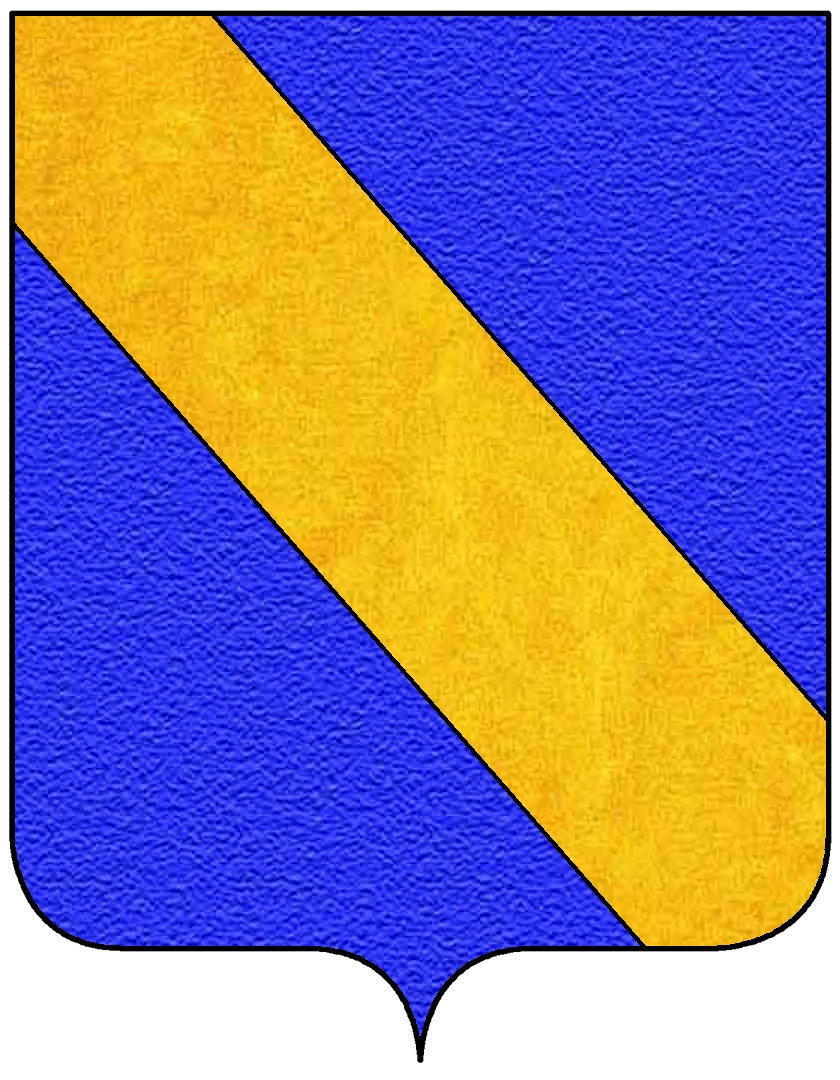
Stemma degli Ippoliti

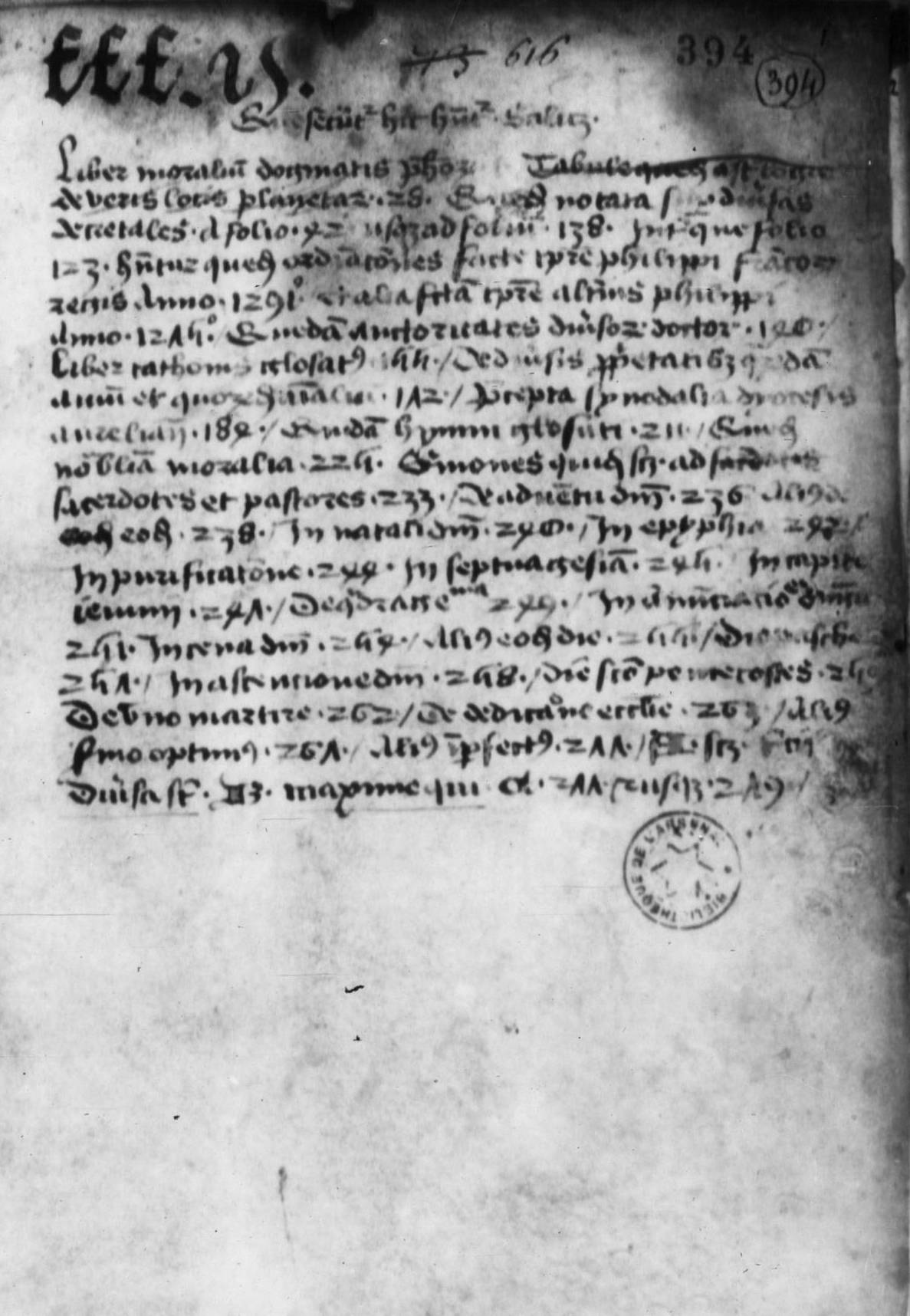
Casus Compilationis III 'Scribit dominus papa ', manoscritto, XIII secolo

Guido da Suzzara (Suzzara, 1225 – Bologna, 1292) è stato un giurista e avvocato italiano.

## Biografia
Discendente della nobile famiglia degli Ippoliti, fu giurista e avvocato del XIII secolo. La sua data di nascita resta incerta, anche se si ipotizza possa essere nato nel 1223. 

Certo è che Guido nel 1260 raggiunse una grande fama come giurista tanto da essere assunto a vita come insegnante a Modena. Dopo quattro anni divenne insegnante all'Università di Padova, nel 1266 a Bologna e nel 1268 a Napoli. 

Nel frattempo Corradino di Svevia, sfuggito a morte sicura dopo la vicenda di Tagliacozzo, cadde nelle mani di Carlo d'Angiò e accusato di aver compiuto sacrilegio e lesa maestà e venne difeso da Guido. Nonostante la strenua difesa di Guido, Corradino fu giustiziato, sebbene tutti i giudici tranne uno avessero dato ragione a Corradino.

Nel 1270 Guido si trasferì a Reggio Emilia, dopo aver ottenuto la cattedra di diritto civile, mentre nel 1275 si trasferì a Piacenza al seguito dell'ambasciatore Rodolfo e successivamente a Ferrara e Faenza. 

Come ultima dimora Guido scelse Bologna, dove morì nel 1293.
Joseph Canning ritiene che questa figura fu importante come giurista per stabilire la forza dei vincoli contratti dal principe con i feudatari.

## Opere

### Manoscritti
- Casus Compilationis III 'Scribit dominus papa', XIII secolo, Paris, Bibliothèque de l'Arsenal, Fonds manuscrits, MS 394,  ff. 77-122v.
- Additiones: Expositiones legum et distinctiones et explanationes et supplectiones et reprobationes glossarum et quaestiones, XIV secolo, Madrid, Biblioteca Nacional de España, Manuscritos, MS 823 (antea D. 17),  ff. 89r-129r.
- Suppletiones et quaestiones super Codice, fragm., XIV secolo, Ivrea, Biblioteca Capitolare, Fondo manoscritti, Fondo manoscritti,  ff. 1ra-4vb.